# Voltin elektostatički stup
Voltin elektrostatički stup je prethodnik moderne baterije koji je izumio fizičar Alessandro Volta oko 1800. godine. Voltin elektrostatički stup je u osnovi elektorkemijska baterija, koja se sastoji od izmjenično poredanih ploča bakra i cinka, a kao elektrolit rabi vodenu otopinu sulfatne kiseline ili kuhinjske soli.